# Hotel del 2 de Febrero
El Hotel del 2 de Febrero (en francés: Hôtel 2 Février Lomé) es un hotel en Lomé, la capital de Togo. Situado cerca de la Plaza de la Independencia, es uno de los monumentos emblemáticos de la capital togolesa. Con 102 metros, es el edificio más alto del país.
Frecuentado sobre todo por hombres de negocios, diplomáticos y personalidades políticas, es una impresionante torre de 27 plantas que domina el distrito administrativo y financiero de Lomé y se encuentra cerca de los principales símbolos de la vida política del país (presidencia de la República, primacía, casa del partido, monumento a la independencia, palacio de congresos).

## Historia
La construcción del hotel fue uno de los proyectos más costosos realizados bajo la presidencia de Gnassingbé Eyadéma (unos 35.000 millones de francos CFA). Inaugurado en junio de 1980, debe su nombre a la nacionalización de las minas de fosfato realizada por el General-Presidente Gnassingbé Eyadéma el 2 de febrero de 1974, medida adoptada pocos días después de la catástrofe aérea de Sarakawa, en la que el Jefe de Estado estuvo a punto de perder la vida. El hotel fue gestionado inicialmente por Sofitel con el nombre de Hôtel Sofitel du 2 Février.
El hotel cerró en el año 2000 y, en febrero de ese mismo año, el gobierno de Togo recibió un préstamo de 20 millones de dólares para renovar la propiedad por parte de la Compañía Libia de Inversiones Africanas (LAICO). El 8 de mayo de 2002, Corinthia Hotels International fue contratada para gestionar la propiedad, pero el hotel fue finalmente vendido a LAICO en 2006, a cambio de la cancelación del préstamo y la promesa de renovar el hotel. Como LAICO no llevó a cabo las renovaciones después de 8 años, el hotel fue nacionalizado el 10 de noviembre de 2014 y se iniciaron las obras.
Mientras se renovaba el hotel, el Grupo Carlson Rezidor asumió la gestión el 26 de febrero de 2015. El hotel reabrió sus puertas en abril de 2016 como Radisson Blu Hotel du 2 Février. Radisson dejó de gestionar el hotel en agosto de 2017 y el hotel permanece bajo la concesión del grupo Kalyan Hospitality Development en una base de concesión de treinta años convirtiéndose en el Hotel 2 Février.